# Jupiterov polumjer
Jupiterov polumjer ili Jupiterov radijus (RJ  ili RJup) ima vrijednost od 71,492 km (44.423 milja), ili 11,2 zemaljskih radijusa (R⊕) (jedan Zemljin radijus jednak je 0.08921 RJ). Jupiterov polumjer je jedinica duljine koja se u astronomiji koristi za opisivanje polumjera plinovitih divova i nekih ekstrasolarnih planeta. Također se koristi u opisivanju smeđih patuljaka.
U 2015., Međunarodna astronomska unija je definirala nominalni ekvatorijalni Jupiterov polumjer kao konstantan bez obzira na naknadne poboljšanja u mjernom preciznošću RJ. 
Ova se konstanta točno definira:
{\displaystyle {\mathcal {R}}_{\mathrm {eJ} }^{\mathrm {N} }} = 7.1492×107 m
Slično tome, nominalni polarni Jupiterov polumjer točno je definiran:
{\displaystyle {\mathcal {R}}_{\mathrm {pJ} }^{\mathrm {N} }} = 6.6854×107 m
Te vrijednosti odgovaraju polumjeru Jupitera pri tlaku od 1 bara. Uobičajena je upotreba odnosi se na ekvatorski polumjer, osim ako polarni radijus nije posebno potreban.

## Usporedba
| Tijelo           | RJ / Rtijelo | Izvor         |
| ---------------- | ------------ | ------------- |
| Mjesečev radijus | 41           |               |
| Zemljin radijus  | 11.209       | [ 1 ]         |
| Jupiter          | 1            | po definiciji |
| Sunčev radijus   | 0,10045      |               |

Za usporedbu, jedan Sunčev radijus ekvivalentan je:
- 400 Mjesečevih polumjera (RL)
- 109 Zemljinih polumjera (R⊕)
- 9.735 Jupiterovih polumjera (RJ)